# Euryparasitus davydovae
Euryparasitus davydovae är en spindeldjursart som beskrevs av Bondarchuk och Buyakova 1978. Euryparasitus davydovae ingår i släktet Euryparasitus och familjen Ologamasidae. Inga underarter finns listade i Catalogue of Life.